# Піклеу
Піклеу (рум. Picleu) — село у повіті Біхор в Румунії. Входить до складу комуни Брустурі.
Село розташоване на відстані 423 км на північний захід від Бухареста, 26 км на схід від Ораді, 109 км на захід від Клуж-Напоки.

## Населення
За даними перепису населення 2002 року у селі проживали 895 осіб.
Національний склад населення села:
| Національність | Кількість осіб | Відсоток |
| -------------- | -------------- | -------- |
| румуни         | 863            | 96,4%    |
| словаки        | 21             | 2,3%     |
| угорці         | 9              | 1,0%     |

Рідною мовою назвали:
| Мова      | Кількість осіб | Відсоток |
| --------- | -------------- | -------- |
| румунська | 865            | 96,6%    |
| словацька | 20             | 2,2%     |
| угорська  | 9              | 1,0%     |